# Ремпутьмаш (Абдулино)
АО «Абдулинский путевой ремонтно-механический завод „Ремпутьмаш“» — машиностроительное предприятие в городе Абдулино Оренбургской области России.
Входит в Группу РПМ холдинга АО «Синара — транспортные машины».

## История
Абдулинский завод по ремонту путевых машин и производству запасных частей основан в 1961 году на базе паровозного депо станции Абдулино, построенного в 1891 году.
К началу 1992 года завод выполнял капитальный ремонт путеукладочных кранов, моторных платформ, головных снегоуборочных машин и секций полувагонов, изготовлял крестовины стрелочных переводов, запасные части для подвижного состава и путевых машин.
В январе 2006 года Абдулинский ПРМЗ — филиал ОАО «РЖД» был реорганизован в ОАО "Абдулинский ПРМЗ «Ремпутьмаш».
С 2018 года АО "Абдулинский ПРМЗ «Ремпутьмаш» входит в Группу РПМ АО «Синара — Транспортные Машины»

## Продукция
Основным видом деятельности завода является капитальный ремонт следующей техники:
- укладочных кранов — УК-25/9, УК-25/9-18,
- кранов для смены стрелочных переводов — УК 25СП, УК 25СПМ,
- моторных платформ МПД и МПД-2,
- мотовозов погрузочно-транспортных МПТ-4 и МПТ-6,
- автодрезин грузовых с крановой установкой и котлованокопателем ДГКу и ДГКу-ВК-3,
- автомотрис дизельных монтажных АДМ и АДМскм,
- автомотрис грузовых восстановительных АГВ и АГВМ,
- автомотрис ремонтно-восстановительных АРВ,
- составов для вывозки засорителей СВЗ 240-6 и СВЗ 310-10.